# Neamț
Neamț je župa (județ) v Rumunsku. Leží na severovýchodě země, převážně v Moldávii, ale zasahuje i do Sedmihradska. Hlavním městem je Piatra Neamț.

## Charakter župy
Na ploše o rozloze 5 896 km² žije 557 000 obyvatel. Neamț hraničí na severu s župou Suceava, na východě s župou Iași, na jihu s župou Bacău a na západě s valašskou župou Harghita. Východní část jejího území je rovinatá, protéká tudy řeka Siret, do západní části pak zasahují Karpaty, zvedející se do výšky až 1 900 m n. m. Těmi protéká řeka Bistrița, která zde vytváří kaňon – ten je ale z části zatopený, u městečka Bicaz byla totiž vybudována přehrada. Podél řeky Siret pak vede důležitá železniční trať, spojující Černovcy s Bukureští, jež má i odbočku do hlavního města župy, Piatra Neamț. Kvůli svým přírodním krásám a množství starých klášterů je celá tato oblast navštěvována turisty.
Zemřel zde kněz Paisij Veličkovskij.

## Významná města
- Piatra Neamț (hlavní město, má 125 000 obyvatel)
- Roman
- Bicaz
- Târgu Neamț